# Phyllobolus
Genre
Classification phylogénétique
Phyllobolus N.E.Br. est un genre de plante de la famille des Aizoaceae.
Phyllobolus N.E.Br., in Gard. Chron., ser. 3. 78: 413 (1925), in clave ; N.E.Br. in Phillips, Gen. S. Afr. Fl. Pl.: 246 (1926) [descr. ampl.]
Type : Phyllobolus pearsonii N.E.Br. [in Phillips, Gen. S. African Fl. Pl.: 246 (1926)]

## Liste des sous-genres
- Phyllobolus subgen. Phyllolobus
- Phyllobolus subgen. Aridaria (N.E.Br.) Bittrich
- Phyllobolus subgen. Prenia (N.E.Br.) Bittrich
- Phyllobolus subgen. Sceletium (N.E.Br.) Bittrich
- Phyllobolus subgen. Sphalmanthus (N.E.Br.) Bittrich

## Liste des espèces
- Phyllobolus abbreviatus (L.Bolus) Gerbaulet
- Phyllobolus amabilis Gerbaulet & Struck
- Phyllobolus canaliculatus (Haw.) Bittrich
- Phyllobolus caudatus (L.Bolus) Gerbaulet
- Phyllobolus chrysophthalmus Gerbaulet & Struck
- Phyllobolus congestus (L.Bolus) Gerbaulet
- Phyllobolus deciduus (L.Bolus) Gerbaulet
- Phyllobolus decurvatus (L.Bolus) Gerbaulet
- Phyllobolus delus (L.Bolus) Gerbaulet
- Phyllobolus digitatus (Aiton) Gerbaulet
- Phyllobolus gariepensis Gerbaulet & Struck
- Phyllobolus grossus (Aiton) Gerbaulet
- Phyllobolus herbertii (N.E.Br.) Gerbaulet
- Phyllobolus humilis (L.Bolus) Klak
- Phyllobolus latipetalus (L.Bolus) Gerbaulet
- Phyllobolus lesliei N.E.Br.
- Phyllobolus lignescens (L.Bolus) Gerbaulet
- Phyllobolus melanospermus (Dinter & Schwantes) Gerbaulet
- Phyllobolus nitidus (Haw.) Gerbaulet
- Phyllobolus noctiflorus (L.) Bittrich
- Phyllobolus oculatus (N.E.Br.) Gerbaulet
- Phyllobolus pallens (Ait.) Bittrich
- Phyllobolus pearsonii N.E.Br.
- Phyllobolus prasinus (L.Bolus) Gerbaulet
- Phyllobolus pubicalyx N.E.Br.
- Phyllobolus pumilus (L.Bolus) Gerbaulet
- Phyllobolus quartziticus (L.Bolus) Gerbaulet
- Phyllobolus rabiei (L.Bolus) Gerbaulet
- Phyllobolus resurgens Schwantes
- Phyllobolus roseus (L.Bolus) Gerbaulet
- Phyllobolus saturatus (L.Bolus) Gerbaulet
- Phyllobolus sinuosus (L.Bolus) Gerbaulet
- Phyllobolus spinuliferus (Haw.) Gerbaulet
- Phyllobolus splendens (L.) Gerbaulet
- Phyllobolus suffruticosus (L.Bolus) Gerbaulet
- Phyllobolus tenuiflorus (Jacq.) Gerbaulet
- Phyllobolus tortuosus (L.) Bittrich
- Phyllobolus trichotomus (Thunb.) Gerbaulet
- Phyllobolus viridiflorus (Aiton) Gerbaulet